# Thomas J. Sargent
Thomas John Sargent (Pasadena, 19 luglio 1943) è un economista statunitense, insignito del Premio Nobel per l'economia nel 2011 assieme a Christopher A. Sims, "per le loro ricerche empiriche su cause ed effetti in macroeconomia".

## Biografia
Docente universitario in varie università statunitensi, è attualmente professore di economia alla New York University e senior fellow alla Hoover Institution, della Stanford University. Specializzato in macroeconomia, economia monetaria e nello studio econometrico delle serie storiche, è uno dei leader della cosiddetta "rivoluzione delle aspettative razionali", la quale sostiene che i policy makers non possono sistematicamente manipolare l'economia attraverso i cambiamenti politici che risultano prevedibili. La premessa sottostante a questa argomentazione è che gli attori coinvolti nell'economia si aspettano i futuri cambiamenti nella politica del governo. Sargent ha fornito un importante contributo alla teoria con l'applicazione di nuove tecniche matematiche, progettate per tenere conto di tali aspettative, ai modelli econometrici.

## Contributo scientifico
Sargent è uno dei principali fautori della "rivoluzione delle aspettative razionali" (Rational Expectations Revolution), secondo la quale gli agenti modellizzati dagli economisti sono in grado di eseguire previsioni sugli eventi futuri con capacità almeno equivalente a quella dell'economista da cui il modello è formulato. Le aspettative razionali vennero introdotte in economia da John Muth, e alla teoria contribuirono in maniera molto significativa Robert Lucas ed Edward Prescott.
I principali contributi di Sargent alla teoria delle aspettative razionali sono stati quelli di:
- Studiare, insieme a Neil Wallace, le implicazioni delle aspettative razionali riguardo ai possibili strumenti di politica monetaria, le regole sulla stabilizzazione del PIL e la determinazione del livello dei prezzi.[5]
- Contribuire a rendere la teoria delle aspettative razionali applicabile da un punto di vista statistico.[6]
- Formalizzare alcuni dei primi modelli basati su aspettative razionali della curva di Phillips, della curva dei tassi e della domanda di moneta durante gli episodi di iperinflazione.[7][8][9][10]
- Analizzare, insieme a Neil Wallace, le dimensioni secondo le quali la politica monetaria e quella fiscale dovrebbero essere coordinate, da un punto di vista dinamico.[11]
- Aver condotto svariati studi di storia economica che, per mezzo dell'utilizzo di teorie basate sulle aspettative razionali, hanno contribuito a illustrare gli effetti di forti cambiamenti nella politica macroeconomica.[12][13][14][15]

## Pubblicazioni
- Rational expectations and the theory of economic policy, con Neil Wallace, Minneapolis, Federal Reserve Bank of Minneapolis, 1975.
- Macroeconomic theory, New York, Academic Press, 1979.
- Energy, foresight, and strategy, Baltimore, Johns Hopkins University Press, 1985.
- Rational Expectations and Inflation, New York, Harper and Row, 1986.
- Dynamic macroeconomic theory, Cambridge, Mass., Harvard University Press, 1987.
- Bounded rationality in macroeconomics, Oxford, Oxford University Press, 1993.
- The conquest of American inflation, Princeton, Princeton University Press, 1999.
- The big problem of small change, con François R. Velde, Princeton, Princeton University Press, 2002.